# José Mercader Valiente
José Mercader Valiente (apodado Porro) (Albacete, España, 23 de mayo de 1924), fue un exjugador español de fútbol. Su posición natural era delantero centro.
Comenzó a jugar al fútbol muy temprano, por allá a principios de los años 40, equipos de su localidad natal, hasta que se enroló en las filas del Albacete, en 1942, con solo 18 años se enroló en las filas del Úbeda CF, para posteriormente regresar al Albacete la temporada siguiente.
Porro, con solo 20 años fue el primer jugador albacetense en fichar por el Real Madrid, a mediados de los años 40. Jugó un partido de Liga contra el FC Barcelona en la temporada 1944/45. Un goleador nato, con olfato de gol. Pertenecía a la inagotable saga de los hermanos Mercader, ya que sus hermanos Manuel y Ángel también jugaron al fútbol.
Porro (que viene del diminutivo de Peporro), no cuajó como hubiese querido en el Real Madrid, y tuvo una etapa en el Levante UD antes de regresar al Albacete Balompié. Fue un mito en la historia del club albacetense y el espejo en el que se miraron muchos jóvenes que luego llegaron a ser figuras. Protagonista del ascenso a Segunda División del Albacete Balompié, en la temporada 1948/49, fue todo un ejemplo de deportista, y jugó al fútbol mientras sus piernas le respondieron.
Link Base de Datos de fútbol:
http://www.bdfutbol.com/es/j/j10820.html (enlace roto disponible en Internet Archive; véase el historial, la primera versión y la última).
- Datos: Q5943863